# Michelle Kelly
Michelle Kelly (även känd som Michelle Kelly-Borges), född 1961 i Otago, Nya Zeeland, är en nyzeeländsk marinbiolog specialiserad på svampdjur.
Hennes auktorsförkortningar är Kelly-Borges och Kelly.